# Сорокин, Николай Владимирович (футболист)
Николай Владимирович Сорокин (род. 1935 / 1937) — советский футболист, вратарь.
Воспитанник футбольной школы ЦДКА. В 1956 году играл в первенстве КФК за ГДО (Гарнизонный Дом офицеров) (Северск / Томск) или «Буревестник» Томск. 1957 год начал в группе «Б», проведя за «Буревестник» 22 игры; позже перешёл в московское «Динамо», где сыграл две игры за дубль. В 1958 году был в составе ЦСК МО, но не провёл ни одного матча. В 1959—1960 годах играл в группе «Б» за «Динамо» Киров. Следующие четыре года выступал в классе «А» за ленинградские клубы «Адмиралтеец» (1961) и «Динамо» (1962—1963) и «Кайрат» Алма-Ата (1964).
Полуфиналист Кубка СССР 1961.